# Stephanos Dragoumis
Stephanos Dragoumis (in greco Στέφανος Δραγούμης; Atene, 1842 – Atene, 1923) è stato un politico, magistrato e scrittore greco, primo ministro della Grecia nel 1909, padre del rivoluzionario Ion Dragoumis.

## Biografia
Suo nonno, Markos Dragoumis (1770-1854) da Vogatsiko, nella prefettura di Kastoria, fu membro dell'organizzazione rivoluzionaria del 1814-1821 Filikí Etería. Dragoumis studiò legge e divenne un giudice. Coprì la carica di segretario generale del ministero della giustizia, partecipando molto attivamente alla vita politica. Venne poi eletto membro del parlamento, diventando ministro degli affari esteri, ministro della giustizia e ministro dell'interno. Fu inoltre attivo nella lotta per la Macedonia. Il comitato macedone venne formato nel 1904 da Stephanos Dragoumis ad Atene.
Dopo la rivolta di Goudi da parte della "lega militare" ("Στρατιωτικός Σύνδεσμος") nel 1909, il processo politico in Grecia fu tormentato. La questione dell'annessione cretese e della riforma militare erano incombenti. Dopo le dimissioni da primo ministro da parte di Kiriakoulis Mavromichalis nel gennaio 1909, Dragoumis venne posto a capo di un governo di riforme e la lega militare si dissolse. Allo stesso tempo, Eleutherios Venizelos arrivò ad Atene da Creta e concluse ufficialmente l'unificazione dell'isola alla Grecia. Nel marzo, il parlamento greco decise di convocare un "parlamento riformista". Il governo di Dragoumis rispose positivamente alla richiesta, per assicurare un patto tranquillo verso il processo di riforma e per completare il suo programma legislativo. Nel settembre 1910, Venizelos arrivò ad Atene e venne invitato da re Giorgio I a formare un governo; Dragoumis rassegnò così le sue dimissioni.